# St. Oswald, Bad Kleinkirchheim
St. Oswald je naselje v Občini Bad Kleinkirchheim v Okraju Špital ob Dravi  na Koroškem v Avstriji.